# Cyperus ligularis
Cyperus ligularis là loài thực vật có hoa trong họ Cói. Loài này được L. mô tả khoa học đầu tiên năm 1760.

## Hình ảnh

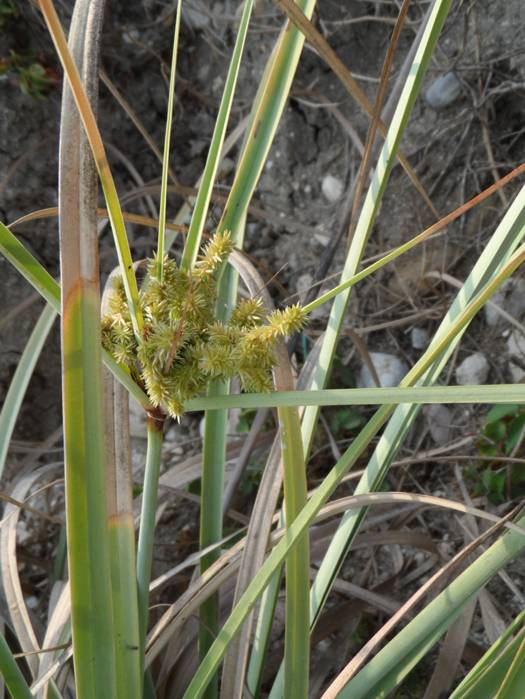